# إدوارد يانسون
إدوارد يانسون هو دراج بلجيكي، ولد في 18 يناير 1946 في Londerzeel ‏ في بلجيكا.

## وصلات خارجية
- إدوارد يانسون على موقع أرشيف الدراجات (الإنجليزية)
- إدوارد يانسون على موقع إحصائيات الدراجات الإحترافية (الإنجليزية)